# Pjotr Iwanowitsch Smorodin

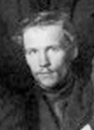
Smorodin beim 8. Parteitag (1919)

Pjotr Iwanowitsch Smorodin (russisch Пётр Иванович Смородин; * Januar 1897 im Dorf Borinskoje, Gouvernement Woronesch heute Gebiet Lipezk; † 25. Februar 1939 in Stalingrad) war ein hoher sowjetischer Parteifunktionär – seit 1930 Kandidat des ZK der KPdSU – und einer der Gründer des Komsomol.

## Leben
Der Sohn des Bauern Iwan Sotowitsch Smorodin und seiner Frau Anna Petrowna Lebedewa arbeitete seit 1911 in einer Petersburger Fabrik für chirurgische Instrumente, trat im Mai 1917 der SDAPR(B) bei und war einer der Gründer und erster Vorsitzender der Sozialistischen Union der Arbeiterjugend (abgekürzt SSRM (russ. ССРМ)). Im Februar 1918 befehligte Pjotr Smorodin die Partisanenabteilung der SSRM. Am Russischen Bürgerkrieg nahm er als Kommissar eines Regiments teil. Seit 1920 war Pjotr Smorodin Mitglied des Zentralkomitees des Komsomol und Sekretär des Petrograder Gebietskomitees des Komsomol. Vom 5. April 1922 bis zum 18. Juli 1924 war er Generalsekretär des ZK des Komsomol. 1928 absolvierte Pjotr Smorodin marxistische Kurse an der Moskauer „Kommunistischen Akademie“. 1928–1937 war er in Leningrad als Sekretär verschiedener Stadtbezirkskomitees der Kommunistischen Partei tätig.
1937–1938 war Pjotr Smorodin Sekretär des Stalingrader Gebietsparteikomitees der KPdSU und 1937 Deputierter des Obersten Sowjets der UdSSR.
In Leningrad und Stalingrad gehörte er der Troika an, die Todesurteile über „Volksfeinde“ verhängte.
Im Juni 1938 wurde Pjotr Smorodin verhaftet, verurteilt und am 25. Februar 1939 als ebensolcher Volksfeind erschossen.
Im Jahr 1956 – während Chruschtschows Tauwetter – wurde er postum rehabilitiert.
Pjotr Smorodin und seine Ehefrau Aljona Andrejewa hatten eine Tochter – Maja Petrowna Smorodina.

## Ehrungen
- Rotbannerorden
- 1968 wurde eine Leningrader Straße nach Smorodin benannt.
- In Lipezk gibt es eine Pjotr-Smorodin-Straße.

## Anmerkung
1. ↑  Der Roman Jahre des Terrors von Anatoli Rybakow ist eine erzählerische Auseinandersetzung mit den Stalinschen Säuberungen. Dem 16. Kapitel des Romans fügt der Autor einen dokumentarischen Schluss bei. Rybakow schreibt: „Alle Kampfgenossen von Kirow... wurden liquidiert...: Tschudow, Kodazki, Alexejew, Smorodin, Posern, Ugarow und Struppe...“ (Rybakow, S. 208, 10. Z.v.o.)